# Wisma 46
Wisma 46  — хмарочос в Джакарті, Індонезія. Висота 48-поверхового хмарочосу становить 230 метрів, з урахуванням антени 262 метри, він є найвищим будинком Індонезії. Будівництво було завершено в 1996 році. Проект будинку було розроблено компаніями Zeidler Partnership Architects та DP Architects Private Ltd. Будинок збудовано в постмодерніському стилі.
В будинку розташовані офіси великих компаній, ресторани, магазини, клініка, а також Міжнародний клуб Джакарти.